# فولفغانغ باور (كاتب)
فولفغانغ باور (بالألمانية: Wolfgang Bauer)‏ هو كاتب وكاتب سيناريو نمساوي، ولد في 18 مارس 1941 في غراتس في النمسا، وتوفي بنفس المكان في 26 أغسطس 2005 بسبب نوبة قلبية.

## وصلات خارجية
- فولفغانغ باور على موقع IMDb (الإنجليزية)
- فولفغانغ باور على موقع مونزينجر (الألمانية)
- فولفغانغ باور على موقع ألو سيني (الفرنسية)
- فولفغانغ باور على موقع ميوزك برينز (الإنجليزية)
- فولفغانغ باور على موقع قاعدة بيانات الأفلام السويدية (السويدية)
- فولفغانغ باور على موقع قاعدة بيانات الفيلم (الإنجليزية)
- فولفغانغ باور على موقع كينوبويسك (الروسية)